# ویلینگتون، داربی‌شر
ویلینگتون (به انگلیسی: Willington) یک روستا، شهرک و محله مدنی در بریتانیا است که در South Derbyshire واقع شده‌است. ویلینگتون ۲٬۶۰۴ نفر جمعیت دارد.